# Les trois lycées de la montagne
Les « trois lycées de la montagne » est une expression faisant référence aux lycées Henri-IV, Louis-le-Grand et Saint-Louis à Paris,.
L'expression provient du nom de la colline où ils sont situés : la montagne Sainte-Geneviève, dans le quartier latin (Paris),. Ces trois établissements sont des lycées publics, laïcs et gratuits, considérés parmi les plus prestigieux de France. Si le lycée Saint-Louis, qui n'accueille que des étudiants de classes préparatoires, s'assure de la sélectivité de ses admissions via Parcoursup, le lycée Henri-IV et le lycée Louis-le-Grand choisissent également leurs lycéens sur critères. Ce fonctionnement a été critiqué par certains comme relevant de l'élitisme et plusieurs propositions de réformes ont eu lieu.
Le folklore étudiant les réunissant comprend des concours de nouvelles, d'échecs et d'autres partenariats inter-lycées. Une tradition perpétuée par les étudiants de classes préparatoires consiste en la prise du sapin de Noël installé chaque année devant le Panthéon, monument à mi-chemin des trois lycées,.